# Rosenborg (Kopenhagen)

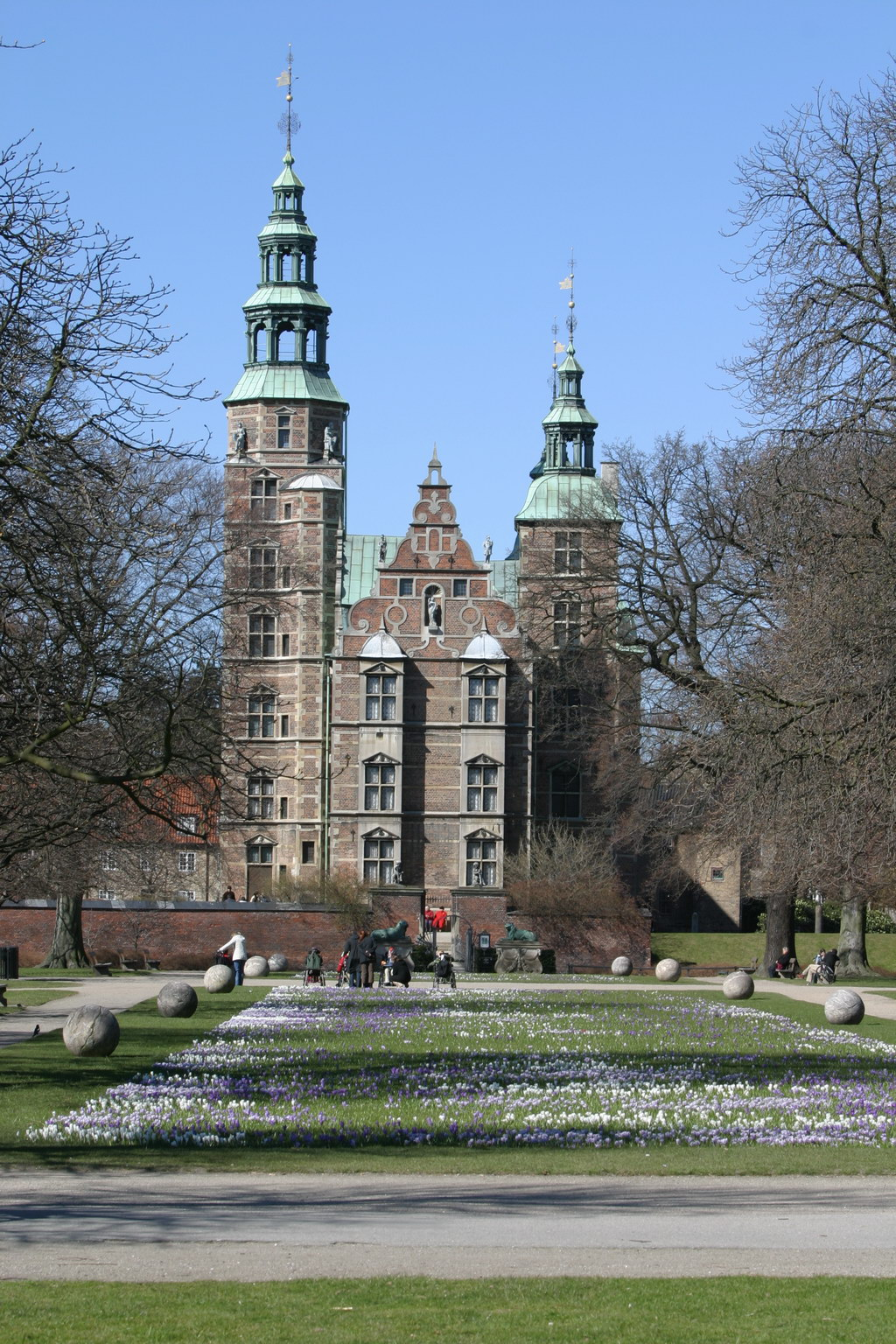
Het paleis Rosenborg in Kongens Have

Rosenborg (Deens: Rosenborg Slot) is een stadspaleis in renaissancistische stijl uit 1607 in het stadspark Østre Anlæg in het centrum van Kopenhagen, grenzend aan Kongens Have. Het is sinds 1838 een cultuurhistorisch museum.

## Geschiedenis
In 1605 gaf koning Christiaan IV opdracht tot de bouw van een zomerpaleis en daaromheen de aanleg van een parkachtige tuin (Kongens Have, 'tuin des konings') buiten de stadswallen van Kopenhagen. Het paleis kwam twee jaar later gereed op de plaats waar eerst een eenvoudig paviljoen had gestaan. Het is naar de mode van die tijd in Hollandse renaissancestijl gebouwd. Het is, net als Frederiksborg in Hillerød, ontworpen door de Deense architect van Antwerpse afkomst Hans van Steenwinckel de jonge, die een deel van zijn opleiding in de Republiek der Zeven Verenigde Nederlanden had gevolgd. Onder zijn verantwoordelijkheid vonden uitbreidingen plaats in 1613-1615 en in 1616-1624. Ten slotte kreeg het in 1633-1634 zijn huidige vorm.
Van 1607 tot 1710 was Rosenborg een residentie voor de koningen van Denemarken. Na Christiaan IV hebben Frederik III, Christiaan V en Frederik IV er geresideerd. Nadat de laatstgenoemde in 1707 terugkwam uit Italië, raakte Rosenborg bij hem uit de gratie. Hij liet in Frederiksberg een nieuw zomerpaleis in Italiaanse barokstijl bouwen, Frederiksberg Slot, dat hij in 1710 betrok.

## Museum

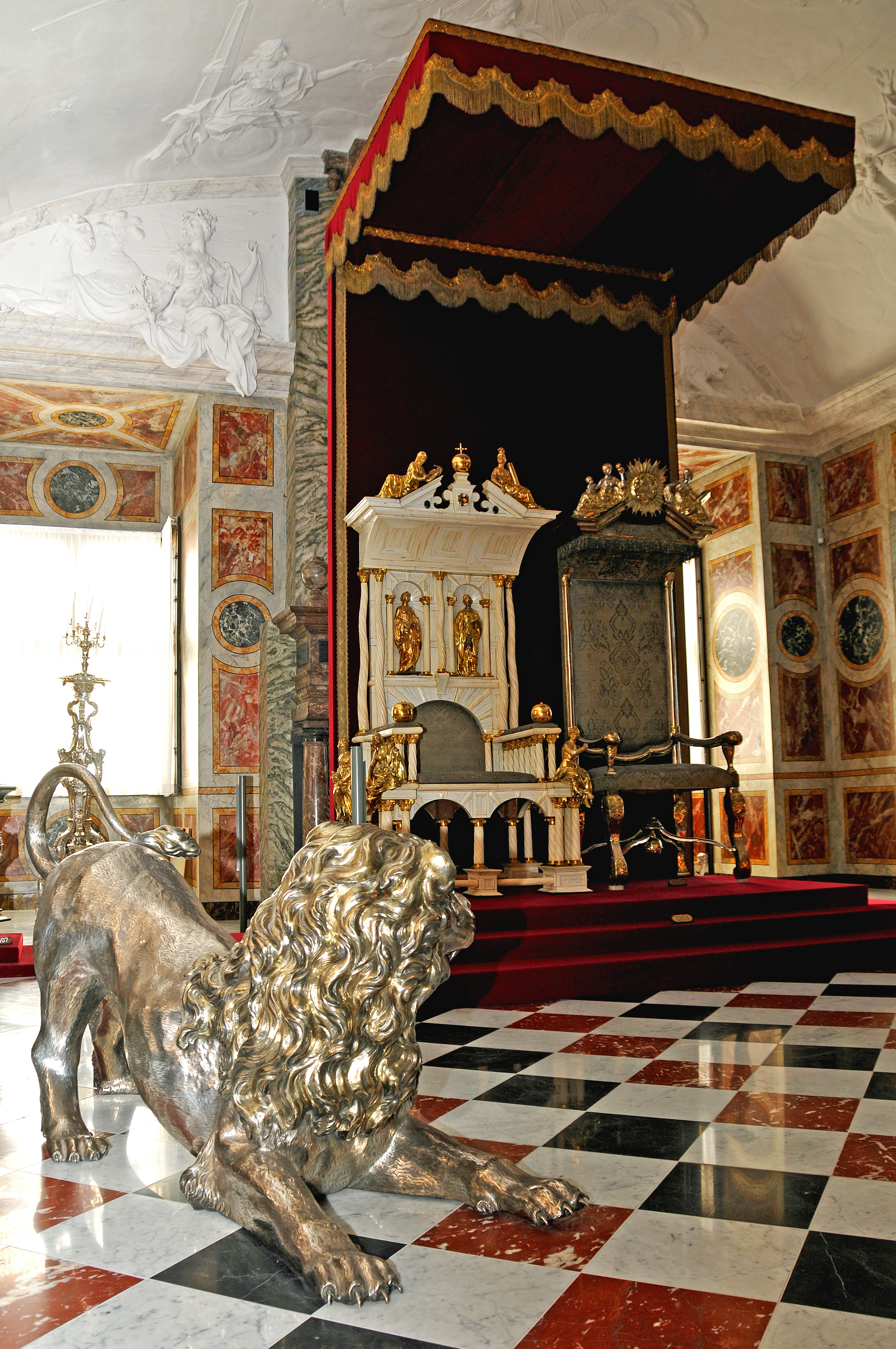
Koninklijke tronen en een zilveren leeuw uit de Kongernes Samling

Sinds 1838 is het stadspaleis als cultuurhistorisch Museum Rosenborg open voor het publiek. Het herbergt een deel van de Kongernes Samling, de collectie van de koningen (het andere deel bevindt zich in het koninklijk paleis Amalienborg). Aan elk van de koningen Christiaan IV, Frederik VI, Christiaan VIII en Frederik VII is een vertrek gewijd. In de kelder zijn de Deense kroonjuwelen en regalia te zien. Museum Rosenborg is een van de zes 'Parkmuseerne', waarvan ook het Statens Museum for Kunst en de Hirschsprungske Samling deel uitmaken.